# 巴雷日
巴雷日（法語：Barèges，法語發音：[baʁɛʒ]）是法国上比利牛斯省的一个市镇，位于该省西南部，属于阿热莱斯加佐斯特区。

## 地理
巴雷日（42°53'48"N, 0°3'54"E）面积45.84 平方千米，位于法国奧克西塔尼大區上比利牛斯省，该省份为法国西南部内陆省份，北至热尔省，西接大西洋比利牛斯省，南与西班牙接壤，东临上加龙省。
与巴雷日接壤的市镇（或旧市镇、城区）包括：塞尔、巴涅尔德比戈尔、贝特普埃、吕兹-圣索沃尔、圣拉里-苏朗、维耶勒欧尔、阿拉纽埃特。

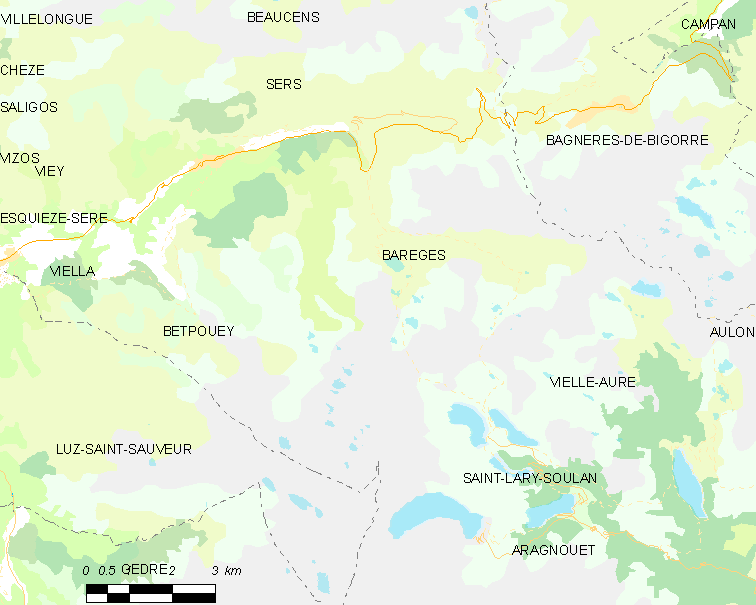
巴雷日的OSM定位图

巴雷日的时区为UTC+01:00、UTC+02:00（夏令时）。

## 行政
巴雷日的邮政编码为65120，INSEE市镇编码为65481。

## 政治
巴雷日所属的省级选区为激流谷县。

## 人口

1962-2008年间巴雷日人口变化图示

巴雷日于2022年1月1日时的人口数量为136人。